# Alma (фінська співачка)
Альма-Софія Міеттінен (фін. Alma-Sofia Miettinen, нар. 17 січня 1996), професійно знана як ALMA — фінська співачка й авторка пісень. Почала свою музичну кар'єру у 2013 році з участі в сьомому сезоні фінської версії реаліті-шоу Idol, де посіла п'яте місце. Музичний прорив як співачки стався у 2015 році після співпраці з реперкою Sini Sabotage у синглі «Muuta ku mä», а згодом Альма підписала контракт з Universal Music Group. Наступного року вона випустила сингли «Karma» і «Dye My Hair», обидва з яких потрапили в десятку кращих хітів Фінляндії. Її сингл 2017 року «Chasing Highs» повторив цей успіх, а також потрапив до двадцятки найкращих у Німеччині та Великій Британії.
Альма часто співпрацювала з англійською співачкою Charli XCX, шведською Туве Ло, данською MØ, англійським діджеєм Digital Farm Animals, які продюсували більшість пісень її дебютного альбому. Окрім цього, вона співавторка пісень таких виконавців, як Ліндсі Лохан, ZHU, Майлі Сайрус, Annalisa, Rudimental, Matoma тощо. Найвідоміші пісні співавторства Альми — «Mother's Daughter» та «Slide Away» Майлі Сайрус та «Don't Call Me Angel» у виконанні Майлі Сайрус, Аріани Ґранде й Лани Дель Рей.

## Кар'єра

### 2013—2015 роки: Idol та «Muuta ku mä»
У 2013 році, у віці 17 років, Альма пройшла прослуховування на сьомий сезон фінської версії реаліті-шоу «Idol». Вона дійшла до живих шоу, де фінішувала п'ятою.
У 2015 році Альма виконала партію у пісні «Muuta ku mä» у співпраці з Sini Sabotage.

### 2015—2016: початок сольної кар'єри
У березні 2016 року Альма підписала контракт з Universal Music, а у червні випустила свій перший сольний сингл «Karma». Пісня досягла 5-го місця у фінському чарті синглів. Альма також є вокалісткою пісні «Bonfire» німецького ді-джея Фелікса Джаена; пісня наразі має більше ніж 140 млн прослуховувань на Spotify.
У вересні 2016 року підтверджено, що Альма стане учасницею музичного фестивалю Eurosonic Noorderslag у Гронінгені, Нідерланди.
28 жовтня 2016 року вона випустила свій дебютний мініальбом Dye My Hair.

### 2017—2020: «Chasing Highs» та мініальбоми Have U Seen Her?
У березні 2017 року випустила сингл «Chasing Highs». Пісня посіла 10 місце у фінському чарті синглів. У червні синг вийшов у Великій Британії та став першим хітом Альми у Сполученому Королівстві, який потрапив у топ-20. Станом на 2023 рік «Chasing Highs» є найпопулярнішою піснею співачки на Spotify з більш ніж 150 млн прослуховувань. Альма була представлена в пісні англійського ді-джея Sub Focus «Don't You Feel It», що вийшла як сингл у травні 2017 року. Вона також була вокалісткою в пісні Мартіна Сольвейга «All Stars», що вийшла в червні 2017 року. У вересні 2017 року випустила окремий сингл «Phases» з мароккансько-американським репером French Montana. У грудні 2017 року співпрацювала з Charli XCX і Tove Lo над треком «Out of My Head» із четвертого мікстейпу XCX Pop 2.
26 лютого 2018 року Алма оголосила, що її другий мініальбом Heavy Rules Mixtape вийде 2 березня того ж року. Він досяг 9-го місця у синглах Фінляндії та 41-го у Швеції. Пісня «Good Vibes» зі шведською співачкою й авторкою пісень Туве Стирке посіла 91 місце у шведських чартах. 4 червня 2018 року Tove Lo анонсувала ремікс пісні «Bitches» зі свого третього студійного альбому Blue Lips. Крім Альми, у пісні також беруть участь Charli XCX, Icona Pop і Elliphant. У жовтні 2018 року Альма випустила сольний трек «Cowboy».
1 лютого 2019 випустила «When I Die», який мав стати головним синглом з її дебютного студійного альбому. Через два тижні, 15 лютого, Альма випустила пісню «Summer», через пів року — «Lonely Night». Третій EP Have U Seen Her? (Part I), що складається з двох треків, вийшов 1 листопада. Обидва треки пізніше були додані до повноцінного альбому Have U Seen Her?. Have U Seen Her ? (Part II), четвертий мініальбом співачки вийшов 13 березня 2020 року та містив три треки, які пізніше також увійшли до альбому.

### 2022—теперішній час: альбом Time Machine
Із 3 червня 2022 року, після дворічної перерви, Альма почала дражнити шанувальників новим синглом. Вона повернулася 1 липня 2022 року з піснею «Everything Beautiful», яка стала головним треком її другого студійного альбому. Сингл «I Forgive Me» вийшов 12 серпня 2022 року, як другий трек з її альбому, «Summer Really Hurt Us» вийшов 23 вересня 2022 року — як третій трек. «Hey Mom Hey Dad» вийшла 20 січня 2023 року, як четвертий трек. Альма нарешті оголосила, що її другий студійний альбом Time Machine вийде 21 квітня 2023 року. Пісня «Tell Mama» вийшла як п'ятий та останній трек з Time Machine.

## Особисте життя
Альма має сестру-близнючку — Анну, яка їздить разом з Альмою на гастрольні виступи. Співачка каже, що батьки заохочували сестер бути артистичними та творчими ще з дитинства. В інтерв'ю Альма розповідає: 
«Наша сім'я завжди була трохи дивною. Мамі (Іржа Тайпале) було 48 років, коли вона нас народила. Батько молодший за неї на 17 років. У нас не було батька чи матері, які б ходили на роботу. Ми багато бували вдома». 
Батькам Альми та Анни довелося залишити трудове життя через хвороби — ревматизм у матері та розсіяний склероз у батька, який пересувається на інвалідному візку з моменту, коли донькам було 8 років. У школі сестри-близнючки були «норовливим дуетом», з яким неодноразово проводили виховні розмови вчителі. Альма кинула старшу середню школу через декілька тижнів навчання. Співачка також каже, що пам'ятає знущання в дитинстві, яких зазнала у важкі моменти.
У березні 2019 року в статті журналу Gay Times Альма підтвердила, що вона лесбійка й перебуває у стосунках. Її партнеркою є фінська поетеса та громадська активістка Наталія Калліо.